# شهرستان گراندی (ایلینوی)
شهرستان گراندی، ایلینوی (به انگلیسی: Grundy County, Illinois) یک سکونتگاه مسکونی در ایالات متحده آمریکا است که در ایلینوی واقع شده‌است.

## خصوصیات
شهرستان گراندی ۱٬۱۱۳٫۷ کیلومترمربع مساحت دارد.

## نگارخانه

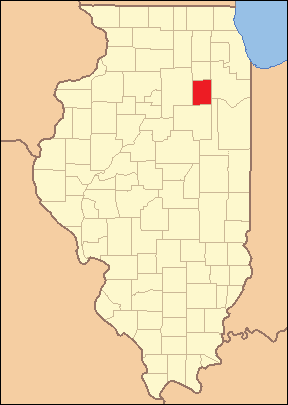